# Сіїрт (провінція)
Сіїрт (тур. Siirt) — провінція в Туреччині, розташована на південному сході країни. Провінція Сіїрт межує з провінцією Батман на заході, з провінцією Ширнак на півдні, Ван на сході та з провінцією Бітліс на півночі. Столиця — місто Сіїрт. 
Населення 266 159 жителів. Більшість населення провінції – курди та араби. Є невелика община ассирійців. Провінція складається з 7 районів. 
| Туреччина | Це незавершена стаття з географії Туреччини. Ви можете допомогти проєкту, виправивши або дописавши її. |